# Ricky Lawson
Pour les articles homonymes, voir Lawson.
Ricky Lawson, également connu sous le nom de Ricky Remo, né le 8 novembre 1954 à Détroit dans le Michigan et mort le 23 décembre 2013 (à 59 ans) à Long Beach en Californie, est un batteur et un compositeur américain,.
Il est notamment connu pour avoir collaboré avec Michael Jackson, Eric Clapton, Phil Collins, Lionel Ritchie, ou encore Whitney Houston. Il est l'un des membres fondateurs du quartet de jazz fusion Yellowjackets.

## Biographie
Il apprend à jouer de la batterie à 16 ans et décide de se tourner vers la musique avant même de sortir diplômé de Cooley High School. Dès le début de sa carrière, il fait preuve d'une grande curiosité, s'essayant à plusieurs genres musicaux, jazz, pop, country, funk et RnB, où il développe une certaine expertise allant jusqu'à devenir l'un des batteurs américains les plus connus des années 1980.
En 1981, il cofonde le quartet de jazz fusion Yellowjackets avec le guitariste Robben Ford, le pianiste Russell Ferrante et le bassiste Jimmy Haslip. Ricky accompagne le groupe jusqu'en 1986, où il décide de le quitter pour suivre Lionel Richie en tournée. En 1987, il remporte un Grammy Award qui récompense sa performance sur le morceau And You Know That des Yellowjackets.
Au fil de sa carrière, ses performances sont recherchées par de grands noms de la scène musicale anglo-saxonne. Ainsi, il collabore, entre autres, avec Phil Collins, Michael Jackson (Bad World Tour et Dangerous World Tour), Quincy Jones, Eric Clapton et George Benson. Il est également présent sur la célèbre version de 1992 de la chanson I Will Always Love You, interprétée par Whitney Houston. En 2000, Ricky Lawson joue sur le disque du groupe Steely Dan, Two Against Nature, et participe à leur tournée. 
En 2001, Ricky Lawson publie son album solo,  Ricky Lawson and Friends. L'intégralité des morceaux de l'album ont été produits, écrits et arrangés par Lawson, en collaboration avec un très grand nombre d'artistes, dont Gerald Albright, Phil Collins, George Duke, Sheila E., Nathan East, Donald Fagen, Jon Herington, Robben Ford, James Ingram, Boney James, Al Jarreau, Kirk Whalum, Vesta Williams.
Ricky Lawson décède d'un anévrisme cérébral au Long Beach Memorial Medical Center, le 23 décembre 2013, à l'âge de 59 ans.

## Discographie

### Yellowjackets
- 1981 : Yellowjackets
- 1983 :  Mirage a Trois
- 1985 : Samurai Samba
- 1986 : Shades

### Solo
- 1999 : First Things 1st
- 2001 : Ricky Lawson and Friends
- 2002 : Pride & Joy
- 2008 : Christmas with Friends

### Collaborations
- 2000: Two Against Nature (Steely Dan)
- 2014: Nathan East